# Hiromichi Yahara
Hiromichi Yahara (八原博通?), nacido el 12 de octubre de 1902 y fallecido el 7 de mayo de 1981, fue un militar japonés que ejerció como oficial del 32.º Ejército Japonés en Okinawa durante la invasión estadounidense a dicha isla durante la Segunda Guerra Mundial.

## Defensa de Okinawa
Yahara, que había enseñado estrategia entre 1938 y 1940 en la Academia de Guerra del Ejército, fue enviado a Okinawa antes de la invasión estadounidense con el objetivo de organizar la estrategia de defensa la isla. Su recomendación estratégica para enfrentarse a los Estados Unidos en esta campaña fue llevar a cabo durante el máximo tiempo posible una guerra de desgaste, táctica conocida en Japón como jikyūsen (持久戦), de esa manera conseguirían retrasar la invasión de Kyushu, dándole a la guarnición de aquella isla más tiempo para preparar sus defensas.
Una vez comenzada la invasión de Okinawa, Yahara recomendó mantenerse a la defensiva el máximo tiempo posible en vez de entablar combates agresivos. Sin embargo, el Jefe del Estado Mayor del Ejército, el Teniente General Isamu Cho, frustrado por la falta de acción en el campo de batalla, decidió ignorar las recomendaciones de Yahara, y recomendó por su parte cargas banzai contra los estadounidenses.
Yahara estuvo en contra de esta recomendación, pero decidió aceptarla. No obstante, con el tiempo, fue claro el hecho de que las cargas al estilo samurái de Isamu Cho no estaban funcionando y que estaban causando una grave cantidad de bajas entre la infantería japonesa, además de la pérdida de una porción de territorio de Okinawa. Debido a esto, el Teniente General decidió ceder y permitir que Yahara volviera a tomar las decisiones tácticas.
El método de Hiromichi Yahara, teniendo en cuenta que el ejército japonés no tenía la capacidad ni la potencia de fuego de enfrentarse al ejército estadounidense directamente en el campo de batalla y que por ende tampoco podía ganar la campaña, era pelear desde el sistema de cuevas que había en Okinawa por el mayor tiempo posible y, una vez perdidas las cuevas, defender y retirarse una y otra vez hasta que no hubiera más territorio controlado por Japón en la isla al que retroceder.

## Huida y captura
Cuando los dos tenientes generales, Isamu Cho y Mitsuru Ushijima decidieron suicidarse llevando a cabo el Harakiri, Yahara pidió permiso para poder suicidarse con ellos, sin embargo, Ushijima se negó, comentando que "si mueres, no quedará nadie que conozca laa verdad sobre esta batalla, carga con la vergüenza temporal de este acto, pero sopórtalo, es una orden de tu comandante."Isamu Cho encomendó a Yahara atravesar las líneas estadounidenses al norte de Okinawa e informar a Tokio de lo ocurrido, para el trayecto le dio quinientos yenes.
Después de que los dos tenientes generales se suicidaran, Yahara se escondió junto a otros oficiales en una pequeña cueva cuya entrada habían bloqueado con una gran piedra mientras esperaban la oportunidad de escapar. Debido a que terminaron escuchando a soldados estadounidenses entrenar encima y cerca de la cueva, los oficiales decidieron irse a otra cueva antes de finalmente separarse. Disfrazado de civil, Yahara consiguió bajar de la colina Mahuni (donde se encontraban) y se unió a dos soldados que también buscaban la forma de salir de Okinawa, los tres militares se unieron a un grupo de cincuenta civiles que también habían estado refugiándose en una cueva. Finalmente, este grupo sería descubierto por los estadounidenses y, tras un ataque aéreo en las inmediaciones de la cueva, estos convencieron al grupo de refugiados de rendirse. Yahara lideró al grupo fuera, y los soldados estadounidenses pensaron erróneamente que era un profesor de inglés. Fue llevado a un campo de refugiados antes de ser llevado a una casa en la península Chinen con la que compartió refugio con treinta civiles más. Tras esto, se unió a un grupo de trabajo, pero poco después su verdadera identidad fue descubierta, por lo que fue enviado a un campo de prisioneros como prisionero de guerra con privilegios debido a su rango, pues Hiromichi Yagara era el tercer miembro del ejército japonés de más rango en la isla. Por ello, fue enviado al cuartel general del décimo ejército estadounidense para ser interrogado.
Tras la guerra, Yahara sería repatriado en enero de 1946.

## Contribución literaria y muerte
Yahara escribiría su perspectiva de la batalla en su obra Okinawa Kessen, o "Batalla decisiva por Okinawa", publicado en 1973, siendo una narración en primera persona de su experiencia dirigiendo las operaciones niponas en Okinawa durante la invasión. 

Finalmente, Hiromichi Yagara fallecería en 1981. 
Murió en 1981.

## Cronología sobre su vida
Nació en 1902, hijo de un pequeño terrateniente en Tottori, en 1923 ganaría una asignación en la Academia Militar y se graduaría de la misma, sería asignado al 54.º Regimiento de Infantería.

Sería asignado al 63.º Regimiento de Infantería en 1925 y en 1926 entraría en la Academia de Guerra del Ejército hasta 1929, tras graduarse, sería devuelto al 63.º Regimiento. Al año siguiente, en 1930, se le asignaría como personal de departamento del Ministerio de Guerra hasta 1933, pues sería enviado como oficial de intercambio a Estados Unidos, donde viajaría a Wilmington, Delaware; Boston, Massachusetts y Washington D.C. Durante seis meses sería un agregado del octavo regimiento de infantería estadounidense en Fort Moultrie. En 1935 volvería a ser personal de departamento en el Ministerio de Guerra como anteriormente.

A partir de 1937 empezaría su época como instructor de estrategia y tácticas en la Academia de Guerra del Ejército, sin contar tres meses en los que estuvo en China como oficial del segundo ejército, también conocido como la Fuerza Expedicionaria del Norte de China. Su periodo como instructor concluiría en 1940, pues sería enviado como agente de Japón a Tailandia, Birmania y la Malasia Británica, informando al Estado Mayor Japonés como experto en Asia sudoriental, para 1941 participaría como agregado militar en misiones en Bangkok y Saigón entre otras y tras una enfermedad volvería a Japón para volver a instruir en la Academia, finalmente, en 1944, sería enviado a Okinawa como unos de los oficiales al mando, tras ser capturado en 1945 y soltado en 1946, fallecería en 1981.

## Comentarios sobre su interrogación
"Calmado y sin pretensiones, pero poseedor de una mente aguda y un fino discernimiento, el coronel Yahara es, según todos los informes, un oficial eminentemente capaz, descrito por algunos prisioneros de guerra como el 'cerebro' del 32º ejército". 

## Otras lecturas
Para obtener más información sobre Yahara, consulte el libro del biógrafo de Yahara, Takeshi Inagaki:
- Higu no Sakusen... Itan no Sambo Yahara Hiromichi (Shinchosha, 1984)

- Datos: Q1041039
- Multimedia: Hiromichi Yahara / Q1041039